# Чемпіонат України з легкої атлетики в приміщенні 1997
Чемпіонат України з легкої атлетики в приміщенні 1997 серед дорослих був проведений 11-13 лютого в Запоріжжі.
Першість з легкоатлетичних багатоборств була розіграна в Запоріжжі 11-12 лютого, паралельно з основним чемпіонатом.

## Призери

### Чоловіки
| Дисципліни                | Золото                                                                                    | Золото      | Срібло                                                            | Срібло  | Бронза                                                                   | Бронза  |
| ------------------------- | ----------------------------------------------------------------------------------------- | ----------- | ----------------------------------------------------------------- | ------- | ------------------------------------------------------------------------ | ------- |
| 60 метрів                 | Костянтин Рурак Дніпропетровська область                                                  |             | Олег Крамаренко Запорізька область                                | 6,75    | Віталій Сенів Тернопільська область                                      | 6,76    |
| 200 метрів                | Роман Галкін Київ                                                                         | 21,85       | Дмитро Ваняікін Київ                                              | 22,17   |                                                                          |         |
| 400 метрів                | Валентин Кульбацький Донецька область                                                     | 48,54       | Андрій Твердоступ Харківська область                              | 48,77   | Ростислав Местечкин Черкаська область                                    | 48,80   |
| 800 метрів                | Євген Карлаш Київ                                                                         | 1.52,82     | Микола Вікарій Житомирська область                                | 1.53,38 | Іван Гриник Миколаївська область                                         | 1.53,59 |
| 1500 метрів               | Микола Новицький Київ                                                                     | 3.51,51     | Андрій Наумов Донецька область                                    | 3.51,53 | Сергій Редько Луганська область                                          | 3.53,96 |
| 3000 метрів               | Ігор Сурла Чернівецька область                                                            | 8.08,98     | Микола Новицький Київ                                             | 8.09,34 | Олександр Гулеш Донецька область                                         | 8.14,11 |
| 60 метрів з бар'єрами     | Дмитро Колесниченко Рівненська область                                                    | 7,78        |                                                                   |         |                                                                          |         |
| 2000 метрів з перешкодами | Сергій Редько Луганська область                                                           | 5.33,46     | Іван Твардовський Тернопільська область                           | 5.34,20 | Олексій Пацерін Дніпропетровська область                                 | 5.35,02 |
| 4×400 метрів              | Харківська областьДенис Подгородецький Руслан Анацький Олександр Кайдаш Андрій Твердоступ | 3.20,98 NIR | КиївВалерій Козлов Богдан Замостяник Євген Карлаш Олександр Голик | 3.21,79 | Запорізька областьМихайло Дмитрієв Василь Мазін Євген Кущ Юрій Вострухін | 3.23,05 |
| Стрибки у висоту          | В'ячеслав Тиртишник Київська область                                                      | 2,23        | Віталій Гебель Дніпропетровська область                           | 2,20    | Андрій Косоруков Київська область                                        | 2,20    |
| Стрибки з жердиною        | Сергій Фоменко Донецька область                                                           | 5,55        | В'ячеслав Калініченко Київська область                            |         | Олександр Жуков Донецька область                                         | 5,20    |
| Стрибки у довжину         | Євген Семенюк Київська область                                                            | 8,01        | Ігор Стрельцов Запорізька область                                 | 7,91    | Олексій Лукашевич Дніпропетровська область                               | 7,90    |
| Потрійний стрибок         | Геннадій Глушенко Запорізька область                                                      | 16,85       | Сергій Ізмайлов Тернопільська область                             | 16,71   | Володимир Кравченко Дніпропетровська область                             | 16,61   |
| Штовхання ядра            | Юрій Білоног Одеська область                                                              | 20,81       | Роман Вірастюк Івано-Франківська область                          | 19,95   |                                                                          |         |
| Семиборство               | Сергій Блонський Київська область                                                         | 5760        | Олександр Юрков Дніпропетровська область                          | 5754    | Володимир Шатковський Київська область                                   | 5555    |

### Жінки
| Дисципліни                | Золото                                                                         | Золото      | Срібло                                                                     | Срібло  | Бронза                                                                          | Бронза  |
| ------------------------- | ------------------------------------------------------------------------------ | ----------- | -------------------------------------------------------------------------- | ------- | ------------------------------------------------------------------------------- | ------- |
| 60 метрів                 | Жанна Пінтусевич Київ                                                          | 7,13        | Ірина Пуха Київ                                                            | 7,29    | Анжела Кравченко Донецька область                                               | 7,30    |
| 200 метрів                | Ольга Міщенко Донецька область                                                 | 23,80       |                                                                            |         |                                                                                 |         |
| 400 метрів                | Тетяна Мовчан Київська область                                                 | 52,93       | Галина Місірук Запорізька область                                          | 53,61   | Ольга Мороз Київська область                                                    | 54,28   |
| 800 метрів                | Олена Буженко Харківська область                                               | 2.06,15     | Ірина Ліщинська Донецька область                                           | 2.06,92 | Світлана Твердохліб Дніпропетровська область                                    | 2.07,13 |
| 1500 метрів               | Світлана Мирошник Харківська область                                           | 4.18,24     | Наталія Іванова Харківська область                                         | 4.19,07 | Олена Городничева Запорізька область                                            |         |
| 3000 метрів               | Світлана Мирошник Харківська область                                           | 9.25,37     | Наталія Якимович Волинська область                                         | 9.27,02 | Юлія Голобородько Донецька область                                              | 9.28,86 |
| 60 метрів з бар'єрами     | Наталія Григор'єва Харківська область                                          | 8,15        | Олена Красовська Київ                                                      | 8,16    | Ірина Ленська Львівська область                                                 | 8,33    |
| 2000 метрів з перешкодами | Тетяна Купинська Тернопільська область                                         | 6.35,63     | Тетяна Бабік Миколаївська область                                          | 6.42,52 | Олена Самко Донецька область                                                    | 6.48,79 |
| 4×400 метрів              | Донецька областьМарина Макарова Ірина Ліщинська Наталія Волинець Ольга Міщенко | 3.43,29 NIR | Харківська областьЄвгенія Савіна Наталія Мауріна Зоя Мауріна Олена Буженко | 3.46,88 | Запорізька областьГалина Місірук Юлія Кумпан Світлана Романовська Ольга Фоменко | 3.49,33 |
| Стрибки у висоту          | Ірина Михальченко Київ                                                         | 1,94        | Тетяна Ніколаєва Київ                                                      | 1,92    | Світлана Богомаз Харківська область                                             | 1,89    |
| Стрибки з жердиною        | Наталія Калініченко Київ                                                       | 3,70        | Лариса Тетерюк Київська область                                            | 3,20    | Євгенія Савіна Харківська область                                               | 3,20    |
| Стрибки у довжину         | Олена Хлопотнова Харківська область                                            | 6,70        | Іоланта Хропач Київ                                                        | 6,60    | Лариса Бережна Київська область                                                 | 6,53    |
| Потрійний стрибок         | Олена Хлусович Київ                                                            | 13,76       | Олена Говорова Одеська область                                             | 13,68   | Ганна Єрохіна Дніпропетровська область                                          | 13,42   |
| Штовхання ядра            | Вікторія Павлиш Харківська область                                             | 20,60       | Лариса Лапа Дніпропетровська область                                       | 15,55   | Ілона Захарченко Київ                                                           | 15,17   |
| П'ятиборство              | Юлія Акуленко Дніпропетровська область                                         | 4307        | Марина Щербина Київська область                                            | 4126    | Марина Брюхач Харківська область                                                | 4059    |